# Zento Uno
Zento Uno (japanisch 宇野 禅斗 Uno Zento; * 20. November 2003 in Fukushima, Präfektur Fukushima) ist ein japanischer Fußballspieler.

## Karriere
Zento Uno erlernte das Fußballspielen in der Schulmannschaft der Aomori Yamada High School. Seinen ersten Vertrag unterschrieb er am 1. Februar 2022 beim FC Machida Zelvia. Der Verein aus Machida, einer Stadt in der Präfektur Tokio, spielt in der zweiten japanischen Liga. Sein Zweitligadebüt gab Zento Uno am 3. April 2022 (8. Spieltag) im Heimspiel gegen JEF United Ichihara Chiba. Hier wurde er in der 66. Minute für Takuya Yasui eingewechselt. Das Spiel endete 1:1. Am Ende der Saison 2023 feierte er mit Machida die Zweitligameisterschaft sowie den Aufstieg in die erste Liga. Im Juli 2024 wechselte er auf Leihbasis zum Zweitligisten Shimizu S-Pulse. Am Ende der Saison 2024 feierte er die Meisterschaft und stieg in die erste Liga auf. Nach der Ausleihe wurde er von Shimizu im Februar 2025 fest unter Vertrag genommen.

## Erfolge
FC Machida Zelvia
- Japanischer Zweitligameister: 2023  ▲

Shimizu S-Pulse
- Japanischer Zweitligameister: 2024  ▲